# Serrat de l'Espinau
El Serrat de l'Espinau és un serrat del municipi de Senterada, al Pallars Jussà.
És al sud de Naens, al sud-oest de Burguet, a l'oest-sud-oest de Senterada i al nord-oest de Cérvoles.
Separa les valls del barranc de Cérvoles, al sud, i del de Naens, al nord-oest.
És el contrafort nord-est de la Capcera, a la serra de Camporan.